# Theo Helfrich
Theo Helfrich (Frankfurt, 1913. május 13. – Ludwigshafen am Rhein, 1978. április 29.) német autóversenyző.

## Pályafutása
1952 és 1954 között minden évben jelen volt a Formula–1-es világbajnokság keretein belül rendezett német nagydíjon. Mindössze egy alkalommal, az 1953-as versenyen ért célba, akkor a tizenkettedik helyen fejezte be a futamot.
Az 1952-es Le Mans-i 24 órás versenyen váltótársával, Helmut Niedermayr-el a második helyen ért célba.

## Eredményei

### Teljes Formula–1-es eredménysorozata
(Táblázat értelmezése)

(Félkövér: pole-pozícióból indult; dőlt: leggyorsabb kört futott) 

| Év   | Csapat        | Modell       | Motor   | 1   | 2   | 3   | 4   | 5   | 6      | 7      | 8   | 9   | Helyezés | Pont |
| ---- | ------------- | ------------ | ------- | --- | --- | --- | --- | --- | ------ | ------ | --- | --- | -------- | ---- |
| 1952 | Theo Helfrich | Veritas RS   | BMW     | SUI | 500 | BEL | FRA | GBR | GER Ki | NED    | ITA |     | -        | 0    |
| 1953 | Theo Helfrich | Veritas RS   | Veritas | ARG | 500 | NED | BEL | FRA | GBR    | GER 12 | SUI | ITA | -        | 0    |
| 1954 | Hans Klenk    | Klenk Meteor | BMW     | ARG | 500 | BEL | FRA | GBR | GER Ki | SUI    | ITA | ESP | -        | 0    |

### Le Mans-i 24 órás autóverseny
| Év   | Csapat            | Autó                | Csapattárs        | Helyezés |
| ---- | ----------------- | ------------------- | ----------------- | -------- |
| 1952 | Daimler-Benz A.G. | Mercedes-Benz 300SL | Helmut Niedermayr | 2.       |